# Marion Pauw
 (octobre 2018).
Si vous disposez d'ouvrages ou d'articles de référence ou si vous connaissez des sites web de qualité traitant du thème abordé ici, merci de compléter l'article en donnant les références utiles à sa vérifiabilité et en les liant à la section « Notes et références ».
Marion Pauw, née le 19 août 1973 en Tasmanie en Australie, est une écrivaine, femme de lettres et scénariste australo-néerlandaise.

## Filmographie
- 2013 : Daylight de Diederik van Rooijen[4]
- 2017 : Voor Elkaar Gemaakt de Martijn Heijne[5]